# Helsingin kansanteatteri
Helsingin kansanteatteri var den finska folkteatern i Helsingfors.
Helsingin kansanteatteri bildades 1933 genom sammanslagning av Kansan näyttämö och Koiton näyttämö. Eino Salmelainen blev chef för teatern 1934 och stod för många djärva experimentbetonade föreställningar samt presenterade inhemska nyheter, främst Hella Wuolijokis Niskavuoripjäser. Åren 1940–1949 innehade Arvi Kivimaa chefskapet för teatern, som han klokt ledde trots krigets svårigheter, och genomförde en konstnärligt högt stående repertoar med litterärt värdefull dramatik. Då Koitto nedlade verksamheten 1948 sammanslogs i stället Helsingin työväenteatteri med teatern under namnet Helsingin kansanteatteri-työväenteatteri, som 1965 övertogs av staden och återuppstod som Helsingfors stadsteater i det nya teaterhuset i Djurgården.